# Haria
Haria (en català "El Fil") és el setè àlbum d'estudi de Berri Txarrak. Fou produït i gravat per Ross Robinson (Slipknot, At The Drive-In, The Cure…) a l'estudi de Venice Beach (California), i publicat pel segell barceloní Kaiowas Records juntament amb Only In Dreams el 2011 en format CD i LP de vinil. El tema FAQ d'aquest àlbum rebé la col·laboració a les veus de Matt Sharp (The Rentals i Weezer).
Es reedità a inicis de desembre del 2014 juntament amb Payola en format vinil en la celebració dels 20 anys de la fundació de la banda.
Fou el primer àlbum amb Galder Izaguirre (Kuraia, Dut) a la bateria substituint a l'anterior bateria de Berri Txarrak que havia sigut des de la fundació de la banda Aitor Goikoetxea. Tot i que el primer single Albo-Kalteak es publicà el 3 de novembre de 2011, no fou fins al 6 de desembre d'aquell any que es publicà finalment el videoclip oficial. Tant la gravació d'aquest primer single com del segon que fou "FAQ" anaren a càrrec d'Ibon Antuñano, el qual ja havia realitzat el documental sobre la banda "Zertarako Amestu" l'any 2007.
D'aquest àlbum en destaquen cançons com "FAQ" amb la col·laboració a les veus de Matt Sharp, la qual planteja en la seva lletra tot un seguit de preguntes sense resposta que incomoden però que generen aquella inquietud necessària per a seguir cercant la cançó perfecta. També en destaca "Makuluak, la qual té una lletra basada en el poema Crutches (en català "crosses") de Bertolt Brecht.
El grup va rebre el premi "Grupo Metal en Euskera" als Premios a la Creatividad del Rock Español 2012, pel disc Haria.

## Llista de cançons
| Núm.          | Títol          | Durada |
| ------------- | -------------- | ------ |
| 1.            | «Sugea suge»   | 3:16   |
| 2.            | «Albo-kalteak» | 3:22   |
| 3.            | «Haria»        | 3:20   |
| 4.            | «Guda»         | 2:11   |
| 5.            | «Lepokoak»     | 3:15   |
| 6.            | «Iraila»       | 4:16   |
| 7.            | «Harra»        | 4:37   |
| 8.            | «Makuluak»     | 3:49   |
| 9.            | «FAQ»          | 3:33   |
| 10.           | «Non bestela»  | 4:26   |
| 11.           | «Soilik agur»  | 3:56   |
| 12.           | «Lehortzen»    | 5:23   |
| Durada total: | Durada total:  | 45:24  |